# Semic (casa editrice)
Semic è una casa editrice francese specializzata nella pubblicazione di fumetti.
Ha pubblicato negli anni fumetti statunitensi dei più grandi editori, DC Comics, Marvel Comics, Image Comics, Top Cow Productions, WildStorm e Crossgen.
Fondata nel 1990, cominciò a pubblicare fumetti della Marvel. Ne persero però i diritti nel 1996 a favore della Panini France, e ripiegarono allora su fumetti DC e Image. Alla fine degli anni novanta passarono di proprietà al Groupe Tournon. Nel 2005 perse i diritti anche dei fumetti DC (sempre a favore di Panini France).
Nel 1993 acquisì la casa editrice Lug.